# フォートン
フォートン株式会社(foton inc.)は、日本のデジタルイメージング専門会社。日本のデジタルフォトの草分け。2011年に発表された動画に対するレタッチ技術である「ムービーレタッチ」が世界で高い評価を受けている。

## 概略
1988年に写真家の甲斐彰、西山慧らが日本で初めてのデジタルイメージング専門の会社として設立する。当時は、写真をデジタル処理するソフトウェアも無く、ハードウェアも無く、写真とデジタルの融合は未知の世界であった。そんな中で甲斐は「デジタルテクノロジーの出現が写真表現を画期的に進化させる」と公言していたが、周囲からは奇異の目で見られていたという。
以降、日本のデジタルイメージング界を牽引し、広告写真のレタッチを専門に手がける。
2011年に動画に対する静止画レベルのレタッチ技術である「ムービーレタッチ」を開発し、世界中から高い評価を受けている。

## 主な作品
- 資生堂「ザ・コラーゲン」CM[7]
- パナソニック「Technics SL-1200GAE」CM - 第69回広告電通賞OOHメディア広告電通賞[8]、第64回朝日広告賞準朝日広告賞[9]。レタッチャーとして制作に参加[8]。
- 韓国映画『国際市場で逢いましょう』 - 老化/若返り特殊効果として制作に参加[10]